# Adobe GoLive
GoLive é um editor de HTML da Adobe Systems. A última versão chama-se "CS2", o que indica a integração com o resto da Adobe Creative Suite. Após a compra da Macromedia, desenvolvedora do concorrente que possui maior fatia de mercado Dreamweaver, pela Adobe, a produção do GoLive foi cancelada passando o Dreamweaver a ocupar seu posto de editor HTML na Adobe. Na terceira edição do Adobe Creative Suite, o GoLive já não está mais presente e, agora, o Dreamweaver está incluso no pacote. A Adobe está auxiliando a migração dos usuários do GoLive para a nova versão do Dreamweaver.

## História de lançamentos
| Desenvolvedor        | Nome do programa | Versão | Data | Sistema operacional | Alterações significativas |
| -------------------- | ---------------- | ------ | ---- | ------------------- | --- |
| Gonet Communications | Golive Pro       | 1.1    | 1996 | Mac OS              | |
| GoLive               | CyberStudio      | 2.0    | 1997 | Mac OS              | |
| GoLive               | CyberStudio      | 3.01   | 1998 | Mac OS              | |
| Adobe                | GoLive           | 4.0    | 1999 | Mac OS, Windows     | - editor QuickTime |
| Adobe                | GoLive           | 5.0    | 2000 | Mac OS, Windows     | |
| Adobe                | GoLive           | 6.0    | 2002 | Mac OS, Windows     | - optimização de código HTML (clean HTML code) - tags proprietárias - compatibilidade do GoLive com o Photoshop e Illustrator, permitindo colocar ficheiros desses programas directamente no GoLive - melhoramento do editor de QuickTime - suporte do formato SVG - suporte ao XHTML |
| Adobe                | GoLive           | 7.0    | 2004 | Mac OS, Windows     | - introdução de Smart Object |
| Adobe                | GoLive           | 8.0    | 2005 | Mac OS, Windows     | |